# Aspergillus roseus
Aspergillus roseus är en svampart som beskrevs av Link ex Berk. 1836. Aspergillus roseus ingår i släktet Aspergillus och familjen Trichocomaceae.   Inga underarter finns listade i Catalogue of Life.